# Robert Buist
Robert Buist (14 de noviembre de 1805 - 13 de julio de 1880) fue un naturalista, botánico, zoólogo y horticultor escocés.
Se formó con James McNab (1810-1878), curador, en el Real Jardín Botánico de Edimburgo, y llegó a EE. UU. en agosto de 1828. Fue empleado por D. Landreth, y luego trabajó con Henry Pratt que era dueño del "Invernadero y Criadero Lemon Hill", probablemente uno de los mejores jardines en los EE. UU. en ese momento. Formó una alianza con Thomas Hibbert, en 1830, en un negocio de floristería en Filadelfia. Importaban plantas raras y flores, especialmente la rosa.
Después de la muerte de Hibbert, continuó con un negocio de semillas, junto con el vivero e invernadero "Robert Buist Company". Más tarde pasó a ser el negocio de semillas de su hijo Robert. Buist fue conocido por sus rosas y verbenas y el introductor de las euforbiáceas Poinsettia Graham (flor de pascua) a Estados Unidos.
Buist se casó tres veces. Su hijo mayor murió joven. Falleció en 1880, dejando a su viuda, y solo un hijo, Robert, el conocido empresario de semillas, y dos hijas.

## Algunas publicaciones

### Libros
- 1832. The American Flower-Garden Directory. Reeditado por Applewood Books, 2009, 352 pp. ISBN 1429014857 en línea
- 1844.  The Rose Manual: containing accurate descriptions of all the finest varieties of roses, properly classed in their respective families, their character and mode of culture, with directions for their propagation, and the destruction of insects. 196 pp. en línea
- 1847.  The Family Kitchen-Gardener 218 pp. en línea
- 1856. A descriptive catalogue of hardy trees and shrubs, grown and for sale. Ed. T.K. & P.G. Collins. 33 pp.
- 1866. The Stormontfield piscicultural experiments, 1853-1866. Odds and ends N.º 14. Ed. Edmonston & Douglas. 32 pp. en línea
- 1888. Buist's almanac and garden manual for the year 1888 :b designed to furnish concise hints to cottagers, farmers and planters, on the cultivation of vegetables, with other useful information on gardening. Ed. J.F. Dickson. 176 pp.

## Honores
- Miembro activo de la "Sociedad Hortícola de Pensilvania", su tesorero de 1858 a 1862; y vicepresidente durante veintidós años

- La abreviatura «Buist» se emplea para indicar a Robert Buist como autoridad en la descripción y clasificación científica de los vegetales.[3]